# Aiteta acutipennis
Aiteta acutipennis är en fjärilsart som beskrevs av Embrik Strand 1915. Aiteta acutipennis ingår i släktet Aiteta och familjen trågspinnare. Inga underarter finns listade i Catalogue of Life.

## Bildgalleri

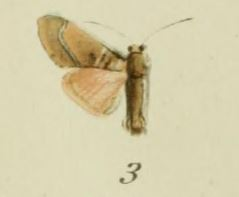